# 星·哈提汗·別都
星·哈提汗·別都（英語：Singh Hartihan, Bitto，1980年7月16日—），常簡稱為 Bitto，印度裔香港男演員、籃球教練及商人，從2007至2014年曾為無綫電視特約演員，現時主要在土瓜灣籃球場當教練。

## 背景
Bitto 於香港九龍城土生土長，擁有高加索人種的外觀和印度人膚色，能操流利的粵語、英語、印地語、旁遮普語。他的父母皆為印度人，Bitto 則為第三代移民，另有一弟弟。他曾就讀李鄭屋官立小學及官立嘉道理爵士中學（西九龍），在一間印度人開設的空運公司工作過一段時間，但後來因老闆易手給香港管理團隊，又與新同事於溝通上存在文化分歧，所以不久選擇辭職。2007年，他幫助劉國昌及蔣祖曼丈夫陳卓麒替《機動部隊 ── 夥伴》搜集資料期間，通過試鏡而順勢參演該電影，並正式成為特約演員。之後，他開始參與不少香港電影的演出，如《神探》、《Laughing Gor之變節》、《火龍》、《志明與春嬌》、《奪命金》等。他亦曾參與香港電視劇演出，如無綫電視《真相》、《護花危情》及《衝呀！瘦薪兵團》等。
Bitto 的演出多為一些配角或甚閒角，多數飾演罪犯或騙子一類角色，他認為與一般影視編劇對於少數族族裔的有限理解有關，社會亦對他們存在著刻板的印象。然而，他在香港電台時事處境喜劇《有房出租》的戲份較重，飾演地盤判頭「阿星（劉清雲）」開始為人所認知。電影方面，他曾於《志明與春嬌》中大吐粵語粗口惹人注目；在《神探》演繹一名拾得警槍的印度人，台詞不多卻演技受到注視。而在《機動部隊 ── 夥伴》中，他有較多戲份發揮，飾演維路和維奇兄弟之表哥，經營毒品買賣，為非正派角色，是其代表作品之一。
現實生活中，Bitto 熱衷於體育運動，本身是一名兼職籃球教練，休閒時更會學耍功夫。其前妻為香港女性 Cat，二人曾於2009年接受無綫電視之時事節目《星期日檔案》的訪問，同時自稱愛玩的前妻更出版一書《我老公係印度人》，當中講述在中環蘭桂坊認識 Bitto 後，交往數月便閃電結婚，以及兩人相處之間的文化差異與經歷，不過著作尚未正式出版，兩人關係便亮起紅燈，最終結束不足半年的婚姻。2012年，他與伴侶任職會計文員的香港女生 Donna 曾擔任無綫電視綜藝節目《登登登對》第13、14集嘉賓，並公開女方是在男方的生日會上結識對方。同年，二人以新婚夫婦身份在《新春自家菜》第二輯之第9集中亮相。
Bitto 的偶像為香港男演員劉青雲，2013年於媒體訪問裡曾透露希望將來能製作一部關於關於少數族裔的電影，讓更多香港人體會少數族裔其實是香港文化的一個重要組成部分。2021年，他睽違7年再次參演無綫電視劇集，在《星空下的仁醫》中飾演印度男童父親「Mr. Khan」一角而受到注目；2022年曾於 J2 真人騷節目《就算得你一個觀眾》裡分享個人經歷。

## 軼聞

### 與無綫電視之合約糾紛
2013年，Bitto 稱加盟無綫電視達6年，起初以特約演員（有對白的臨時演員）身份被無綫電視邀請簽約，及後發現待遇卻比特約演員更差，簽約後才得悉工作3天才算作一個秀，薪水很低。他曾要求加薪，卻只獲提升50港幣之薪酬，要求再加卻被拒，反被指會影響其他人之收入。他本以為回復自由身便可接洽其他電視台之工作，可是他其後要求與對方終止合約卻被拒而感到相當無助。他又透露指與洋人臨時演員在拍同一劇集演出，對方的收入卻比已簽約的他多出一倍。
Bitto 承認起初草率簽約，未及看清楚中文合約條文，同時未有訂明年期。他考慮過最壞打算是只接拍攝電影及兼職籃球教練之工作，並道：「無綫與其他大公司一樣，有權力就控制一切。」，又指：「無綫話想取消好難，只會抽起份約，抽起即係唔會再有無綫人搵我做嘢，遲啲有線、港視、now 開台，我做咗無綫就可以秋後算賬，我只係想白紙黑字清楚我唔係無綫人，但無綫都唔肯，總之唔想出信話取消合約大家冇關係。（無綫說想取消很難，只會抽起合約，抽起即是不會再有無綫的員工找我做事，稍後有線電視、香港電視、Now TV 開台，我做了無綫就可以判斷誰對誰錯，我只是想白紙黑字寫明我不是無綫的員工，但無綫不願意，總之不想出信說取消合約大家沒有關係。）」。

## 演出作品

### 電影
- 《神探》（2007年） 飾 Naresh Sharma
- 《葬禮渣Fit人》（2007年） 飾 Mafia 手下
- 《青苔》（2008年） 飾 Pakistani 手下
- 《機動部隊 ── 夥伴》（2008年） 飾 Jaga
- 《Laughing Gor之變節》（2009年） 飾 一哥手下
- 《火龍》（2010年） 飾 軍火商
- 《志明與春嬌》（2010年） 飾 Bitto
- 《奪命金》（2011年） 飾 銀行保安
- 《親密敵人》（2011年）
- 《最強囍事》（2011年）
- 《八星報喜》（2012年） 飾 咖喱工友
- 《熱愛島》（2012年） 飾 軍火商
- 《寒戰》（2012年） 飾 南亞裔人士
- 《古惑仔：江湖新秩序》（2013年）
- 《激戰》（2013年） 飾 綜合格鬥主持
- 《不二神探》（2013年） 飾 黑衣人
- 《狂舞派》（2013年）
- 《非常幸運》（2013年） 飾 軍火商
- 《飛虎出征》（2013年） 飾 薄餅速遞員
- 《子彈人》（2013年、短片）
- 《魔警》（2014年） 飾 印尼男子
- 《冰封：重生之門》（2014年） 飾 南亞流氓
- 《赤道》（2015年） 飾 殺手（Mr. Big 派遣）
- 《壹獄壹世界：高登闊少踎監日記》（2015年） 飾 印度囚犯
- 《選老頂》（2016年） 飾 林七鋒手下
- 《西謊極落之太爆太子太空艙》（2017年） 飾 南亞領袖
- 《三個綁匪七條心》（2018年） 飾 醉漢
- 《棟篤特工》（2018年） 飾 石油王
- 《P風暴》（2019年） 飾 姚君豪手下
- 《掃毒2天地對決》（2019年） 飾 阿里
- 《墮胎師》（2019年） 飾
- 《一秒拳王》（2020年） 飾 表演賽主持
- 《濁水漂流》（2021年） 飾 Singh
- 《手捲煙》（2021年） 飾 卡比（文尼表哥）
- 《怒火》（2021年） 飾 阿里
- 《正義迴廊》（2022年） 飾 唐文奇單位新租客
- 《掃毒3人在天涯》（2023年） 飾 迪斯科客人
- 《洗碗天團》（2023年） 飾

### 電視劇

#### 香港電台
- 《有房出租》（第一輯（2009年）、第二輯（2010年） 飾 阿星（劉清雲）
- 《火速救兵II》（2012年） 飾 阿星

#### 無綫電視
- 《Only You 只有您》（2010年） 飾 Peter（第25－27集）
- 《真相》（2011年） 飾 Chima（第9－10集）
- 《神探高倫布》 飾 軍裝警察
- 《護花危情》（2012年） 飾 邦加羅爾黑客（第7集）
- 《衝呀！瘦薪兵團》（2012年） 飾 Raja
- 《巨輪》（2013年） 飾 澳門司警（第26集）
- 《叛逃》（2014年） 飾 Patel 手下（第1、2集）
- 《飛虎II》（2014年） 飾 毒販（第2集）
- 《拆局專家》（2015年） 飾 癮君子（第13集）
- 《星空下的仁醫》（2021年） 飾 Mr. Khan（第13－17集）

#### 邵氏兄弟
- 《守護神之保險調查》（2018年） 飾 龍大寶
- 《飛虎之雷霆極戰》（2020年） 飾 Kyle Singh（第1－4集）

#### 其他
- 《叠影狙擊》（2023年） 飾 袁晟傑線人（第2集）

### 舞台劇
- 大舞台劇團《秒速18米》（2011年4月22日－24日 · 香港文化中心大劇院） 飾
- 劇場空間《香港有個bollywood》（2015年4月10日－19日 · 香港文化中心劇場） 飾 C 朗

## 外部連結
- 星·哈提汗·別都的Instagram帳戶
- 星·哈提汗·別都的Facebook專頁
- 星·哈提汗·別都的新浪微博
- 星·哈提汗·別都在香港影庫上的簡介